# Lascoria laurentia
Lascoria laurentia là một loài bướm đêm trong họ Noctuidae.